# Svenska serien i ishockey 1935/1936
Svenska serien i ishockey 1935/1936 var högsta serien inom ishockeyn i Sverige under säsongen 1935/36. Svenska Ishockeyförbundet hade på sitt årsmöte beslutat att Elitserien skulle byta namn till Svenska serien och att den skulle spelas som en enkelserie p.g.a. OS. Inför OS spelade det svenska landslaget en mängd träningsmatcher och i en sådan match mot ett förstärkt Södertälje SK användes för första gången tvådomarsystemet i Sverige. Serien vanns enkelt av AIK som bara råkade ut för en förlust. Säsongens överraskning var nykomlingen Södertälje IF som placerade sig trea.

## Poängtabell
| Nr | Lag             | S | V | O | F | GM | IM | MS  | P  |
| -- | --------------- | - | - | - | - | -- | -- | --- | -- |
| 1  | AIK             | 7 | 6 | 0 | 1 | 26 | 3  | +23 | 12 |
| 2  | Södertälje SK   | 7 | 4 | 2 | 1 | 12 | 14 | −2  | 10 |
| 3  | Södertälje IF   | 7 | 3 | 2 | 2 | 8  | 11 | −3  | 8  |
| 4  | Hammarby IF     | 7 | 3 | 1 | 3 | 13 | 7  | +6  | 7  |
| 5  | IK Göta         | 7 | 3 | 0 | 4 | 11 | 14 | −3  | 6  |
| 6  | Reymersholms IK | 7 | 2 | 1 | 4 | 12 | 16 | −4  | 5  |
| 7  | IK Hermes       | 7 | 2 | 1 | 4 | 5  | 15 | −10 | 5  |
| 8  | Karlbergs BK    | 7 | 0 | 3 | 4 | 9  | 16 | −7  | 3  |